# Radical 147
Le radical 147, qui signifie voir, est un des 20 des 214 radicaux chinois répertoriés dans le dictionnaire de Kangxi composés de sept traits.
Le caractère Unicode de 見 est 898B.

## Caractères avec le radical 147
| nombre de traits          | caractères                    |
| ------------------------- | ----------------------------- |
| Sans trait supplémentaire | 見                            |
| 2 traits supplémentaires  | 覌 覙                         |
| 3 traits supplémentaires  | 䙷 䙸 覍 覎                   |
| 4 traits supplémentaires  | 䙹 䙺 䙻 規 覐 覑 覒 覓 覔 視 |
| 5 traits supplémentaires  | 䙼 䙽 䙾 䙿 覕 覗 覘 覚       |
| 6 traits supplémentaires  | 䚀 䚁 覛 覜                   |
| 7 traits supplémentaires  | 䚂 䚃 覝 覞 覟 覠 覡          |
| 8 traits supplémentaires  | 䚄 䚅 覢 覣 覤 覥             |
| 9 traits supplémentaires  | 䚆 䚇 䚈 䚉 覦 覧 覨 覩 親    |
| 10 traits supplémentaires | 䚊 䚋 䚌 覫 覬 覭 覮 覯       |
| 11 traits supplémentaires | 䚍 䚎 覰 覱 覲 観             |
| 12 traits supplémentaires | 䚏 䚐 䚑 䚒 䚓 覴 覵 覶 覷 覸 |
| 13 traits supplémentaires | 覹 覺 覻                      |
| 14 traits supplémentaires | 䚔 覼 覽                      |
| 15 traits supplémentaires | 覾 覿                         |
| 18 traits supplémentaires | 觀                            |
| 19 traits supplémentaires | 䚕                            |
| 24 traits supplémentaires | 䚖                            |